# ESNA
ESNA (European Higher Education News) je novinska agencija i novinarska mreža sa sedištem u Berlinu. Pruža usluge vesti i informacija u oblasti evropske politike visokog obrazovanja i istraživanja. Usluge agencije uključuju višejezične preglede štampe i izveštavanje o vestima, dosijee, preglede knjiga, praćenje istraživanja politike, konferencije, izveštaje, podkast, video, i prevod.

## Istorija
ESNA potiče iz časopisa LETSWORK Zeitung für studentische Arbeit (Časopis za studentski rad), tromesečnog časopisa koji je 1999. godine prvi put objavila studentska agencija za rad TUSMA iz Berlina. TUSMA je obezbedila posao za 20.000 međunarodnih studenata i započela LETSWORK kao međukulturni kanal za savetovanje studenata o imigraciji, radnim zakonima i studentskim pravima u visokom obrazovanju.
LETSWORK je 2002. godine evoluirao u WORK|OUT European Students’ Review, koju je objavila neprofitna organizacija u Berlinu. Ova nova inkarnacija objavila je besplatne i višejezične vesti u saradnji sa studentima u nemačkim, francuskim, italijanskim, poljskim i španskim univerzitetskim gradovima. Takođe je organizovala konferencije i kulturne događaje u Italiji i Nemačkoj.
2004. i 2005. godine, WORK|OUT je osvojio italijansku nacionalnu nagradu za inovativan sadržaj i rešenja u štampi i multimedijima, Premio Palinsesta Italia. 2006. WORK|OUT je prepoznat kao jedan od deset najboljih studentskih časopisa u Nemačkoj.
Kako se WORK|OUT udaljavao od svojih ranijih interesa usredsređenih na studente i šire područje politike upravljanja visokim obrazovanjem, počeo je da se razvija u zasebnu organizaciju. Konačno, 2008. godine grupa osnivača i urednika WORK|OUT-a uvidela je potrebu za novim profesionalnim kanalom i osnovana je ESNA European Higher Education News.
Od 2014. godine ESNA je aktivna u oblasti video novinarstva, sarađujući sa filmskom kompanijom Caucaso iz Bolonje (Zlatni hram). Ova saradnja rezultirala je, između ostalog, koprodukcijom „University-Business Forum“ (Berlin, 2014), „Documenting EUROSTUDENT V“ (Beč, 2015), i „Wie breit ist die Spitze?” o nemačkoj inicijativi za ekselenciju (Berlin, 2016).
Od 2019. ESNA je započela projekat „United Universities of Europe“ ili UUU, koji dokumentuje razvoj evropskih univerzitetskih saveza.

## Sadržaj
ESNA mrežu vesti čini tim novinara koji se fokusiraju na vesti i analize evropske politike visokog obrazovanja. Pokrivena područja uključuju: Evropske univerzitetske saveze, međunarodnu rang listu univerziteta, međunarodno regrutovanje studenata, globalizaciju i istraživanje visokog obrazovanja, kao i sisteme tercijarnog obrazovanja, politike i reforme, finansiranje visokog obrazovanja i komercijalizaciju. ESNA takođe pokriva politiku EU i Bolonjski proces, sa interesom da istakne socijalne i finansijske prepreke učešću, akademsku mobilnost i međukulturalni dijalog u oblasti visokog obrazovanja.

## Mreža i aktivnosti
ESNA upravlja mrežom dopisnika širom Evrope. Trenutno deluje na četiri nivoa:
- Redakcija u Berlinu
- Dopisnici
- Mreža stručnih analitičara
- Partnerske organizacije i partnerski mediji

Izgradnja mreže i angažovanje čitalaca sastavni su deo ESNA-inog načina rada. Još jedan način na koji se ESNA integriše sa naučnom zajednicom je organizovanje konferencija i posredovanje u komunikaciji. Novinska agencija takođe nudi praksu na dvogodišnjoj osnovi za međunarodne studente i diplomce.

## Politički stav
ESNA je nezavisni novinarski posmatrač i izdavač objektivnih informacija. ESNA prevodi vesti sa svojih izvornih jezika na engleski i nemački kako bi promovisala lakši pristup člancima koji se odnose na evropsku politiku visokog obrazovanja i nauke. U aprilu 2005., ESNA-in prethodnik WORK|OUT organizovao je konferenciju o cenzuri i slobodnim medijima na Università Iuav di Venezia. Na ovom događaju, Peter Preston, tada urednik novina The Guardian, inspirisao je buduću misiju ESNA-e, koja je osnovana tri godine kasnije. Gospodin Preston je izjavio: „To je deo koji su evropski osnovači izostavili. Gradimo veliko novo zdanje slobode bez slobodne štampe koja odražava i senči taj rast. Ovo mora nastati iz temelja, izgrađeno na pojedinačnim kontaktima i individualnim entuzijazmima. Moramo započeti izgradnju sopstvenog javnog mnjenja i trenutak je sada.“